# Beameromyia pictipes
Beameromyia pictipes är en tvåvingeart som först beskrevs av Friedrich Hermann Loew 1862.  Beameromyia pictipes ingår i släktet Beameromyia och familjen rovflugor. Inga underarter finns listade i Catalogue of Life.